# مشتق عكسي
في التحليل الرياضي، الدالة الأصلية أو عكس المشتق أو مقابل مشتقة الدالة (بالإنجليزية: Antiderivative)‏ هي دالة F مشتقها تساوي : f، أي أن F′ = f.

## القواعد الرياضية
يعبر عن التكامل غير المحدود رياضياً بالصيغة:
{\displaystyle \int f(x)dx=F(x)+C}
حيث
{\displaystyle F'\!(x)={\frac {d}{dx}}F(x)=f(x)}
استُعمل الرمز {\displaystyle \textstyle \int } للدلالة على التكامل وهو مشتق من الرمز الأصلي s بالإنكليزية من مجموع sum ومع الوقت اعتاد الرياضياتيون على مد الحرف ليصبح بالشكل الذي هو علية الآن. التعبير F(x) + C هو الاشتقاق العكسي العام للدالة  لأن مشتقة الثابت C هي صفرf. إن سبب ضرورة إضافة ثابت في التكامل هو عدم معرفة القيمة الأصلية له قبل الاشتقاق.
تشتق قواعد التكامل غير المحدود من قواعد الاشتقاق نفسها كون العملية عكسية.
فمثلا عند وجود ثابت مضروب في الدالة فبالإمكان مكاملة الدالة ثم ضرب التكامل في الثابت، أي:
{\displaystyle \int af(x)dx=a\int f(x)dx}
كذلك الحال لمجموع دالتين f وg أو الفرق بينهما:
{\displaystyle \int [f(x)\pm g(x)]dx=\int f(x)dx\pm \int g(x)dx}

## الطرق المختلفة لايجاد التكامل
ليست كل العمليات أو القواعد الممكنة في الدالة الاصلية يمكن تنفيذها مباشرة في المعكوس. فمثلا لايمكن ايجاد تكامل حاصل ضرب أو قسمة دالتين مباشرة ولكن يمكن الاستعانة بالتعريف الاصلي في التفاضل وخواصه لايجاد قاعدة شبيهة.
هنا بعض الطرق المستخدمة في ايجاد الاشتقاق العكسي للتابع:

### العلاقة الخطية
{\displaystyle \int (af(x)+bg(x))\,dx=a\int f(x)\,dx+b\int g(x)\,dx.}

### التكامل بالتعويض
{\displaystyle \int _{a}^{b}f(g(t))g'(t)\,dt=\int _{g(a)}^{g(b)}f(x)\,dx.}

### التكامل بالتجزيء
{\displaystyle \int u\,dv=uv-\int v\,du.\!}

### التكامل بالنشر
يمكن نشر الدالة قبل مكاملتها باستخدام مفكوك تايلور وماكلورين ثم مكاملتها.
باستخدام مفكوك تايلور
{\displaystyle \int f(x)dx=\int \sum _{n=0}^{\infty }{\frac {f^{(n)}(a)}{n!}}\,(x-a)^{n}dx=\sum _{n=0}^{\infty }{\frac {f^{(n)}(a)}{n!(n+1)}}\,(x-a)^{n+1}+C}
باستخدام مفكوك ماكلورين
{\displaystyle \int f(x)dx=\int \sum _{n=0}^{\infty }{\frac {f^{(n)}(0)}{n!}}\,x^{n}dx=\sum _{n=0}^{\infty }{\frac {f^{(n)}(0)}{n!(n+1)}}\,x^{n+1}+C}

### التكامل بالتحليل العددي
تستخدم هذه الطريقة لحساب التكاملات المحدودة بواسطة الحاسوب حيث يتم عمل خوارزمية مناسبة لحساب التكامل في برنامج وتنفيذه. تستطيع الحواسيب في الوقت الحاضر حساب تكاملات غاية في التعقيد في زمن صغير جدا.
تعتبر طريقة شبه المنحرف المركب من أشهر الطرق المستخدمة في التحليل العددي وتلخص بالصيغة:
{\displaystyle \int _{a}^{b}f(x)\,dx\approx {\frac {b-a}{n}}\left({f(a)+f(b) \over 2}+\sum _{k=1}^{n-1}f\left(a+k{\frac {b-a}{n}}\right)\right)}
حيث تأخذ الفترات الفرعية الشكل [k h, (k+1) h], مع h = (b−a)/n وk = 0, 1, 2,..., n−1